# コンダクティング・フロム・ザ・グレイヴ
コンダクティング・フロム・ザ・グレイヴ(Conducting from the Grave)はアメリカはサクラメント出身のデスコア/メロディック・デスメタルバンド。

## 来歴
2003年にWith Passion、Promising Tomorrowなどのメンバーによって結成された。2004年にデモ「Breathe The Blackened Sky」、2005年にEP「Trials Of The Forsaken」を発表して以降、並行して活動していたWith Passionの活動に専念するため、Conducting from the Graveは活動を休止した。しかし、2007年にスメリアン・レコードより活動を再開。2009年にデビューアルバム「When Legends Become Dust」、2010年に2nd「Revenants」をそれぞれリリースするが、これら2枚のアルバムを出しバンドはスメリアン・レコードを脱退、インディーズに活動の場を移す。2013年にインディーズ初のフルアルバム「Conducting from the Grave」をリリースし、現在に至る。

## メンバー
現在
- Mikey Powell – ボーカル (2010–現在)
- Greg Donnelly – ドラム (2003–2005, 2007–現在)
- Jackson Jordan – ベース (2011–現在)
- John Abernathy – ギター (2003–2005, 2007–現在)
- Jeff Morgan – ギター (2003–2005, 2007–現在)

過去
- Chris Macres – ボーカル (2003)
- Shaun Gier – ボーカル (2003–2005)
- Drew Winter – ボーカル (2005)
- Lou Tanuis  – ボーカル (2007–2010)
- Phil Williamson – ベース (2003–2005)
- Steven Lovas – ベース (2007–2011)

## ディスコグラフィー
アルバム
- When Legends Become Dust (Sumerian, 2009)
- Revenants (Sumerian, 2010)
- Conducting from the Grave (Independent, 2013)

EP
- Trials Of The Forsaken (2005)

デモ
- Breathe The Blackened Sky (2004)